# جوني نيكولاس
جوني نيكولاس (بالإنجليزية: Johnny Nicholas)‏ هو موسيقي وعازف بيانو أمريكي، ولد في 1948 في رود آيلاند في الولايات المتحدة.

## وصلات خارجية
- جوني نيكولاس على موقع ميوزك برينز (الإنجليزية)
- جوني نيكولاس على موقع أول ميوزيك (الإنجليزية)
- جوني نيكولاس على موقع ديسكوغز (الإنجليزية)